# Evropska pot E57
| E 57 |

Evropska pot E57 je cesta in del vseevropskega cestnega omrežja, ki vodi po Avstriji in Sloveniji v dolžini 380 km: Sattledt (Avstrija) – Liezen – St. Michael – Gradec - Šentilj (Slovenija) – Maribor – Ljubljana.
V Avstriji sledi avtocesti A9 (Pyhrnska avtocesta), v Sloveniji pa avtocesti A1.

## Avstrija
- A9

## Slovenija
- A1

## Priključki
| - E56 - E55 - E60 - E651 |  | - E66 - E59 - E61 - E70 |